# 格里格斯鎮區 (愛荷華州艾達縣)
格里格斯鎮區（英語：Griggs Township）是位於美國愛荷華州艾達縣的一個行政鎮區。

## 地方資料
根據2010年美國人口普查的數據，格里格斯鎮區的面積為93.34平方千米，當中陸地面積為93.31平方千米，而水域面積為0.03平方千米。當地共有人口1588人，而人口密度為每平方千米17.01人。